# Halasi István
Halasi István (Lábatlan, 1822. február 7. – Pápa, 1894. december 11.) református népiskolai tanító, tankönyvíró.

## Élete
Földműves szülők gyermeke. Iskoláit 1834-ben Losoncon kezdte és 1844-ben a bölcseleti osztályokat végezte, midőn az országosan ismert Karády Ignáctól (Kossuth Lajos gyermekeinek nevelőjétől) megnyitott kisdedóvó kötötte le figyelmét, melyben Halasi mint az egylet által felfogadott segéd, 1844 szeptembertől a következő év nyaráig működött. Később még azon az őszön beiratkozott a kisdedóvókat képző intézetbe, ahol tanképesítő oklevelet nyert és 1847-ben mint rendes kisdedóvó Budán nyert alkalmazást. Itt egy év alatt 72 tisztán német kisdedet magyarosított meg. 1848-ban az óvó helyiség katonai laktanyává alakíttatván át, az intézet feloszlott, az óvó pedig a nemzetőrök közé lépett. Később a hivatalos Közlöny szerkesztőségénél javító állást nyert, ahol aztán a szabadságharc bevégezteig megmaradt. Ekkor a zaklatások elől szülőfölde magányába húzta meg magát. 1850-ben Bars megyében talált alkalmazást mint a kissárói református iskola tanítója s egyszersmind a község jegyzője. Innét két év mulva Garamlök, majd Léva, 1856-ban pedig Pápa választotta meg népiskolai tanítónak. Tanító társaival megismertette az írva olvastató módszert; egy ilyen ábécével a református egyetemes tanügyi bizottság előtt pályázott is, s munkája Gönczy Pál nyertes műve mellett dicséretet nyert.
Költeményt írt az Életképekbe (1846), a Hölgyfutárba (1849 után) pedig Komárom megyei tudósításokat.

## Művei
- Vezérfonal a földrajz első tanításánál. Pápa, 1872
- Rövid földisme a népiskolák III-VI. osztálya számára. Pápa, 1872. Három füzet. (Két ezer példányban nyomatott. 2. kiadás 1876., 4. kiadás 1879. Pápa).
- Az egyházkerület által kiadott tanterv táblás átnézete. Pápa, 1872.
- Az egy tanítóval biró vagyis osztatlan népiskola tan- és órarendjének táblás kimutatása. Pápa, 1873. (A ref. tanügyi bizottság által kitűzött 40 aranyos pályázatra írta; a pályadíjat azonban Zsindely István tanár nyerte el).
- Polgári jogok és kötelességek ismertetése a népiskolák V. és VI. oszt. számára. Pápa, 1873. (Kétezer példányban. 2. kiadás 1877., 3. k. 1880. Pápa).
- Egyháztörténet. Nagy János után. Pápa, 1874. (Kétezer példányban; 2. kiadás 1876., 5. k. 1874., 9. k. 1881., 10. k. 1886. Pápa).
- Rövid természettan a népiskolák VI. oszt. számára. Pápa, 1875. (Ezer példány).
- Méterrendszer ismertetése a népiskolák IV-VI. oszt. számára. Pápa, 1875.
- Kis gazdaságtan a népiskolák III-V. oszt. számára. Pápa, 1875. (Ezer példány, 2. kiadás 1877. Pápa).
- Természetrajz a népiskolák II. és III. osztály számára. Pápa, 1876. Mindezen népiskolai könyvek a dunántúli ref. egyházkerület iskoláiban használatban vannak és még több kiadást is értek.

Szerkesztette az Egyházmegyei népiskolai Közlöny c. havi folyóiratot 1858-ban Pápán.